# « HA »
Pour les articles homonymes, voir HA.
Albums de Killing Joke
What's THIS for...! Revelations
« HA » ou encore « HA » - Killing Joke Live est le 1er enregistrement public du groupe de post-punk Killing Joke à avoir été distribué commercialement. Les prises de son ont été effectuées au Larry's Hideaway de Toronto, au Canada, les 9 et 10 août 1982.
Originellement distribué en format Extended play, cet album a été réédité sur support CD en 2005 par Virgin Records. Les trois derniers titres ne figurent que sur cette dernière édition.

## Liste des morceaux
1. Pssyche
2. Sun Goes Down
3. The Pandys Are Coming
4. Take Take Take
5. Unspeakable
6. Wardance
7. Sun Goes Down (réédition CD uniquement)
8. Birds of a Feather (réédition CD uniquement)
9. Flock the B Side (réédition CD uniquement)